# Santa Maria (Cermignano)
Santa Maria   è una frazione del comune di Cermignano in provincia di Teramo, nella regione Abruzzo.

## Descrizione
Santa Maria è un villaggio di origine medievale e si trova a 449 metri sopra il livello del mare. Nel centro storico di Santa Maria è presente la chiesa di Santa Maria ad Martyres, costruita nel 1440. Il 25 agosto è presente una festa con una fiera.